# Tanzila Narbaeva
Tanzila Kamalovna Narbaeva (en ouzbek : Tanzila Kamalovna Norboyeva), née le 24 juillet 1957, est une femme politique ouzbèke. Elle est présidente du Sénat de l'Ouzbékistan depuis 2019. Auparavant, elle est vice-premier ministre de 2016 à 2019 et présidente du Comité des femmes de 2016 à 2019,. Elle est mariée et mère de deux enfants.

## Biographie

### Formation
Mme Narbaeva est titulaire d'une maîtrise en sociologie de l'université d'État de Tachkent. En 2007, elle obtient un doctorat en pédagogie dans la même université. En 2020, elle obtient un doctorat en sociologie à l'Académie d'administration publique du président de la République d'Ouzbékistan.

## Carrière
Le 17 janvier 2020, elle est élue sénatrice de la ville de Tachkent;
Depuis 2019 - Présidente du Sénat d'Ouzbékistan;
2016-2019 - Vice-premier ministre, présidente du comité des femmes de l'Ouzbékistan;
2010-2016 - Présidente de la Fédération des syndicats d'Ouzbékistan;
2008-2010 - Chef du département d'information et d'analyse pour l'éducation, la santé et la protection sociale du cabinet des ministres de la République d'Ouzbékistan
2005-2008 - Spécialiste principal du département d'information et d'analyse pour l'éducation, la santé et la protection sociale du cabinet des ministres de la République d'Ouzbékistan
1998-2005 - Chef du secrétariat du vice-premier ministre de la République d'Ouzbékistan (complexe pour la protection sociale de la famille, de la maternité et de l'enfance)
1997-1998 - Assistant du vice-premier ministre de la République d'Ouzbékistan (complexe de protection sociale de la famille, de la maternité et de l'enfance)
1995-1997 - Chef du secrétariat du bureau du vice-premier ministre de la République d'Ouzbékistan
1993-1995 - Chef du département du conseil central du parti démocratique populaire d'Ouzbékistan
1991-1993 - Secrétaire du conseil du district de Sobir Rahimov du Parti démocratique populaire d'Ouzbékistan
1988-1991 - Spécialiste du comité du parti du district de Sobir Rahimov à Tachkent
1986-1988 - Directeur de la maison des écoliers de la ville de Tachkent
1974-1986 - Occupé des postes de direction dans le secteur de l'enseignement primaire public, a étudié à l'université d'État de Tachkent.